# La Virgen de la Tosquera
La Virgen de la Tosquera (internationaler Titel: The Virgin of Quarry Lake) ist ein Spielfilm von Laura Casabé aus dem Jahr 2025. Das Werk basiert auf Kurzgeschichten von Mariana Enriquez. Die Weltpremiere der internationalen Koproduktion zwischen Argentinien, Spanien und Mexiko fand Ende Januar im Rahmen des Sundance Film Festivals 2025 statt.

## Handlung
Buenos Aires im Sommer 2001: Während Argentinien von einer Wirtschaftskrise betroffen ist, verliebt sich die am Stadtrand lebende Jugendliche Natalia in ihren besten Freund Diego. Sie hofft, dass ihre Liebe erwidert wird. Eines Tages taucht aber die ältere und erfahrene Silvia auf der Bildfläche auf, die bald Diegos volle Aufmerksamkeit genießt. Während des flirrendheißen Sommers muss Natalia ihrer erwachenden Sexualität ebenso begegnen wie der finsteren Welt um sie herum.

## Veröffentlichung
La Virgen de la Tosquera wurde am 27. Januar 2025 beim 41. Sundance Film Festival uraufgeführt. Dort war das Werk in den Hauptwettbewerb für ausländische Spielfilme eingeladen worden. In ihrem Online-Katalog priesen die Veranstalter die „stilvolle visuelle Präzision“ von Regisseurin Laura Casabé, das „stimmungsvolle Drehbuch“ von Benjamin Naishtat sowie die Schauspielleistung von Hauptdarstellerin Dolores Oliverio als Natalia.

## Auszeichnungen
La Virgen de la Tosquera erhielt beim Sundance Film Festival 2025 eine Einladung in den Wettbewerb um den Hauptpreis für den besten ausländischen Spielfilm.